# Hotel Bären (Baden)

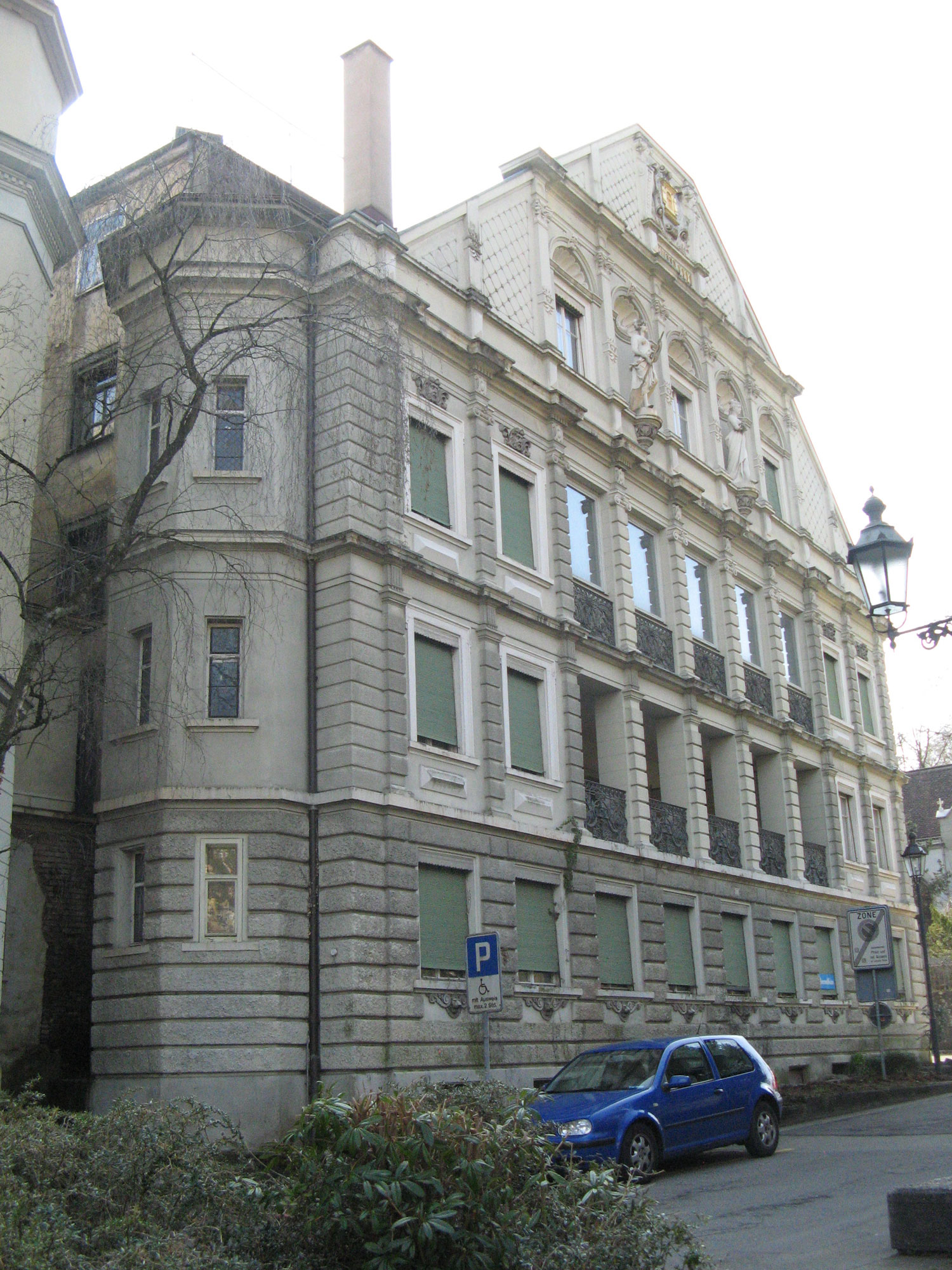
Hotel Bären

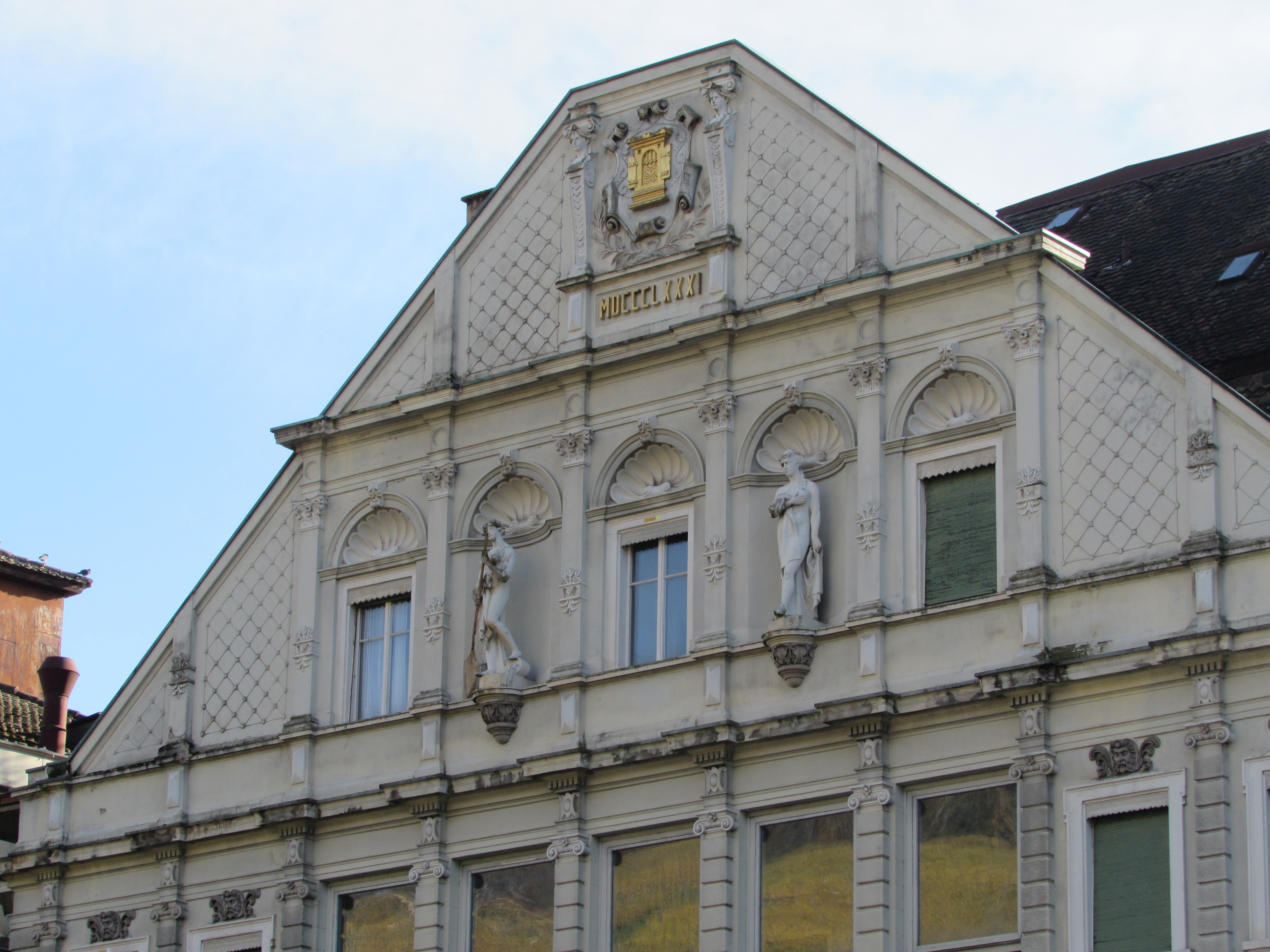
Schaufassade

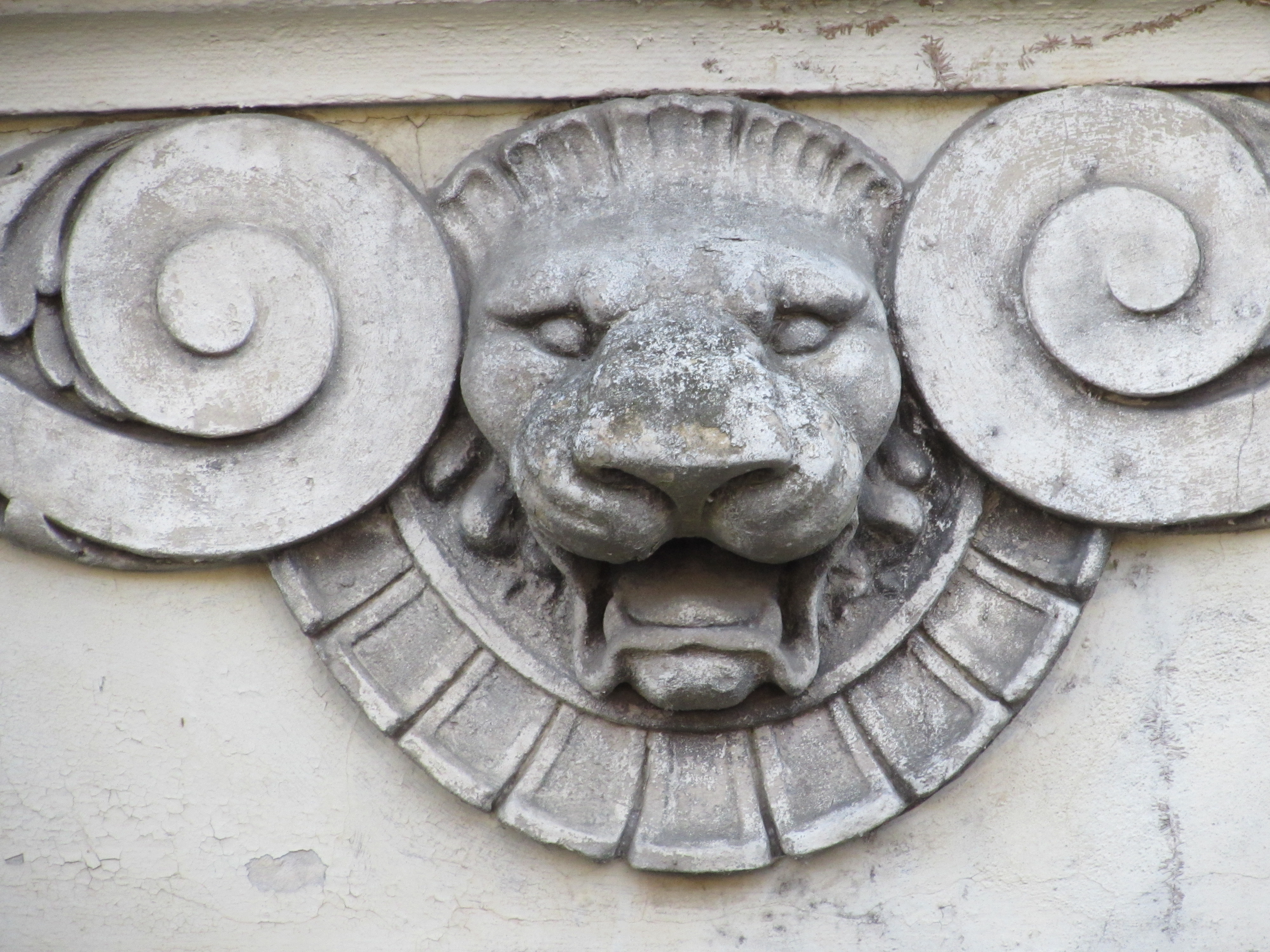
Fassadendetail

Das Hotel Bären ist ein ehemaliges Hotel in Baden im Kanton Aargau. Es steht an der Bäderstrasse, Ecke Grosse Bäder im Bäderquartier und ist ein Kulturgut von regionaler Bedeutung. Die Schaufassade an der Nordseite gehört zu den herausragendsten Beispielen der Neorenaissance in der Schweiz. Das Gebäude steht seit 1987 leer und soll ab 2017 zu einer Klinik umgebaut werden.

## Gebäude
Das Gebäude grenzt unmittelbar an das südlich gelegene Hotel Ochsen an und besteht aus zwei gefluchteten Trakten, die über mittelalterlichen Badgewölben errichtet wurden. Aus dem frühen 19. Jahrhundert stammen die Fenster im ersten und zweiten Obergeschoss des nördlichen Traktes. Dominierend an der Nordseite ist die dreigeschossige Schaufassade. Sie besitzt neun Achsen und ist der früheren Stirnwand um einige Meter vorgesetzt. Gleichzeitig dient die Fassade als Abschluss für das hohe Satteldach des anschliessenden Gebäudetrakts.
Die Fassade kombiniert geläufige Zierformen der italienischen Renaissance mit dem Giebelmotiv der deutschen Renaissance und ist somit stilistisch ein Unikum. Über dem Erdgeschoss mit Bossenwerk wird sie von zwei rustizierten Pilastern (mit dorischer, ionischer und korinthischer Stützenordnung) gegliedert. Die fünf Mittelachsen präsentieren sich in Form offener Terrassen mit gusseisernen Geländern. Die einzelnen Geschosse werden durch kräftig profilierte, verkröpfte Gesimsbänder und Kämpfer voneinander getrennt. Oberhalb einer Attikazone setzt sich die Fünfergliederung in den fünf Rundbogennischen des Giebelfelds fort, alternierend mit Fensteröffnungen und allegorischen Figuren, die Wasser und Gesundheit symbolisieren. Im stumpf endenden Giebelabschluss ist das Wappen der früheren Besitzerfamilie Dorer angebracht. Der ursprüngliche segmentbogige Firstaufsatz ist nicht mehr vorhanden.

## Geschichte
1361 erfolgte die erstmalige Erwähnung eines Badehauses an diesem Standort. Es wurde später durch einen Gasthof ersetzt, der 1490 niederbrannte. 1569 ereignete sich ein weiterer Grossbrand, der auch den benachbarten Ochsen zerstörte. Daraufhin entstand ein Neubau, der zum Teil bis heute besteht. 1876 wurde auf der gegenüberliegenden Strassenseite das Grand Hôtel eröffnet. Um diesem prunkvollen Gebäude zumindest äusserlich etwas entgegensetzen zu können, liess Kaspar Karl Dorer, der damalige Besitzer des Bären, den Baukomplex im Jahr 1881 umfassend erneuern. Wichtigster Bestandteil war der markante Fassadenvorbau an der Nordseite, nach einem Entwurf des Architekten Caspar Otto Wolff (Sohn von Johann Caspar Wolff).
Eugen Schneider erneuerte 1908/09 den südlichen Trakt und stockte den nördlichen auf. Seit 1976 steht der Fassadenvorbau unter Denkmalschutz. 1987 erwarb die Verenahof AG die Liegenschaft und stellte unmittelbar danach den unrentabel gewordenen Hotelbetrieb ein. Danach stand das Gebäude drei Jahrzehnte lang leer. 1996 gab es Pläne, die Hotels Bären, Ochsen und Verenahof abzubrechen und durch ein Thermalbad zu ersetzen. Das Vorhaben stiess auf starken Widerstand und scheiterte 2005 endgültig. Seit 2009 wird ein anderes Konzept verfolgt: Die genannten Hotels sollen im Innern miteinander verbunden und zu einer Rehabilitationsklinik mit 78 (später 73) Zimmern und einem Restaurant umgestaltet werden, wobei die denkmalgeschützten Teile erhalten bleiben. Nach dem Erhalt der Baubewilligung im April 2016 begann die Umsetzung des von Mario Botta geplanten Vorhabens, das auch den Neubau eines Thermalbads und eines Ärzte- und Wohnhauses in der unmittelbaren Nachbarschaft beinhaltet, im Frühjahr 2018. Durch zusätzliche Arbeiten während des Rückbaus neuerer Einbauten und der aufwändigen Sanierung der alten Bausubstanz verzögert sich die Inbetriebnahme der Klinik bis ins Jahr 2022.[veraltet]